# Bedford Jezzard
Bedford Alfred George Jezzard (Clerkenwell, 19 de outubro de 1927 - 21 de maio de 2005) foi um futebolista e treinador inglês, que atuava como atacante.

## Carreira
Bedford Jezzard fez parte do elenco da Seleção Inglesa de Futebol que disputou a Copa do Mundo de 1954.

## Ligações Externas
- Perfil em FIFA.com (em inglês)